# Tirà rogenc oriental
El tirà rogenc oriental (Casiornis fuscus) és un ocell de la família dels tirànids (Tyrannidae).

## Hàbitat i distribució
Habita garrigues i caatinga del centre i est del Brasil.